# تکامسه
تکامسه (انگلیسی: Tecumseh؛ مارس ۱۷۶۸ – ۵ اکتبر ۱۸۱۳ (aged 45)) یک سیاست‌مدار اهل ایالات متحده آمریکا بود. تکامسه رهبر شوونی یکی از قبایل مشهور سرخ‌پوستان ایالات متحده آمریکا و یک کنفدراسیون قبیله‌ای بزرگ (شناخته شده به عنوان کنفدراسیون تکامسه) می‌باشد که در ایالات متحده آمریکا در طول نبرد تکامسه و به همراه متحدش انگلستان در نبرد ۱۸۱۲ شرکت داشت.
تکامسه در طول نبردهای انقلاب داخلی آمریکا و نبرد شمال غربی بومیان در منطقه اوهایو بزرگ شد، جایی که همیشه شاهد جنگ و درگیری بود، با ادامهٔ حرکت آمریکایی‌ها به سمت غرب بعد از تخلیه کردن منطقه اوهایو توسط انگلستان و سپردن آن به ایالات متحده در سال ۱۷۸۳، قبیلهٔ شوونی به دورترین نقطهٔ شمال غرب نقل مکان کرد.

## نگارخانه

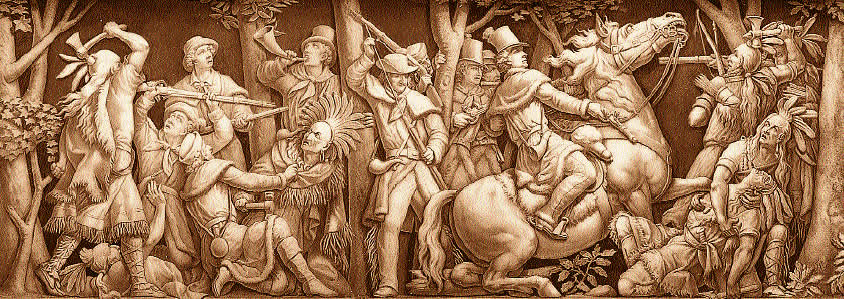
مرگ تکامسه
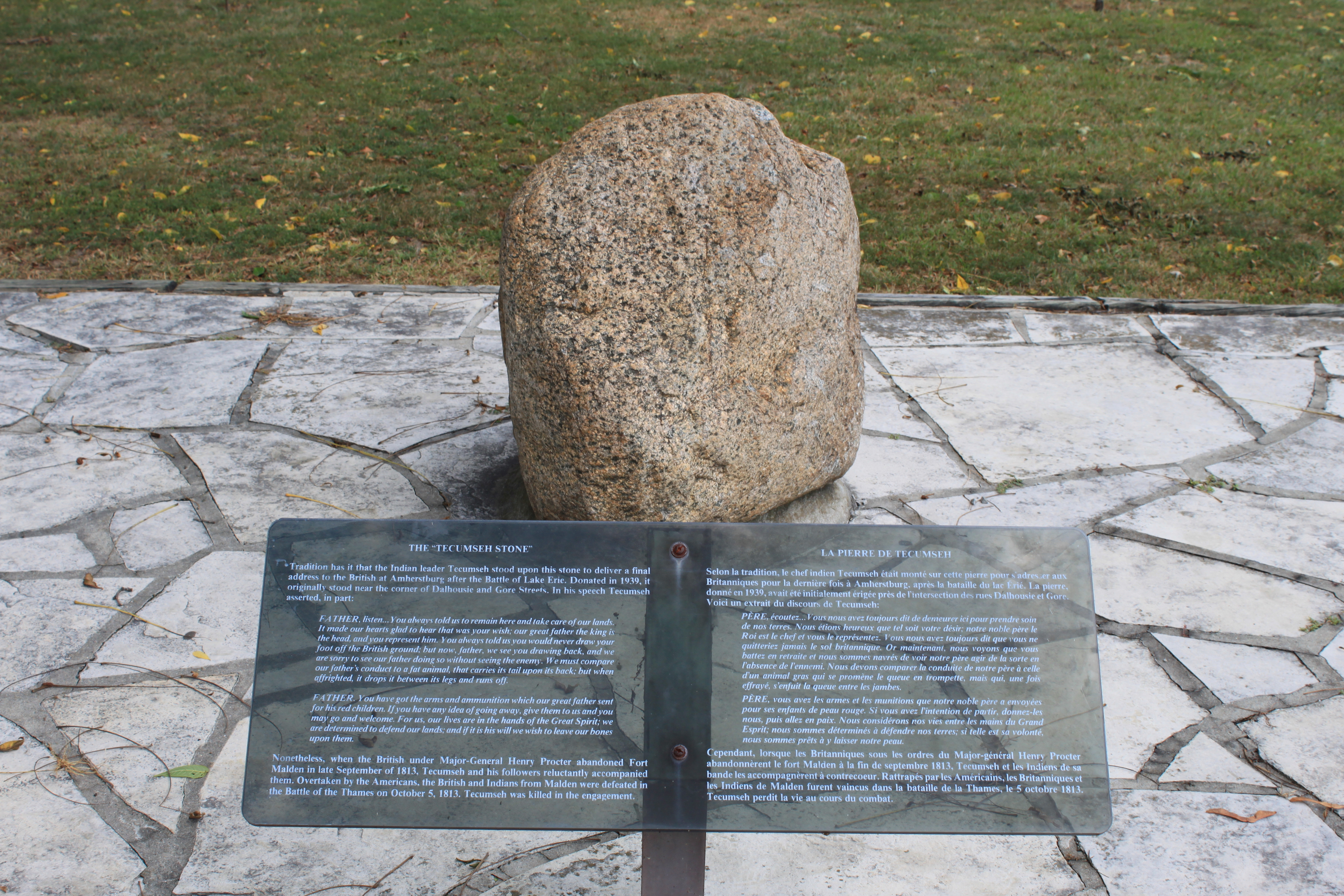
سنگ تکامسه
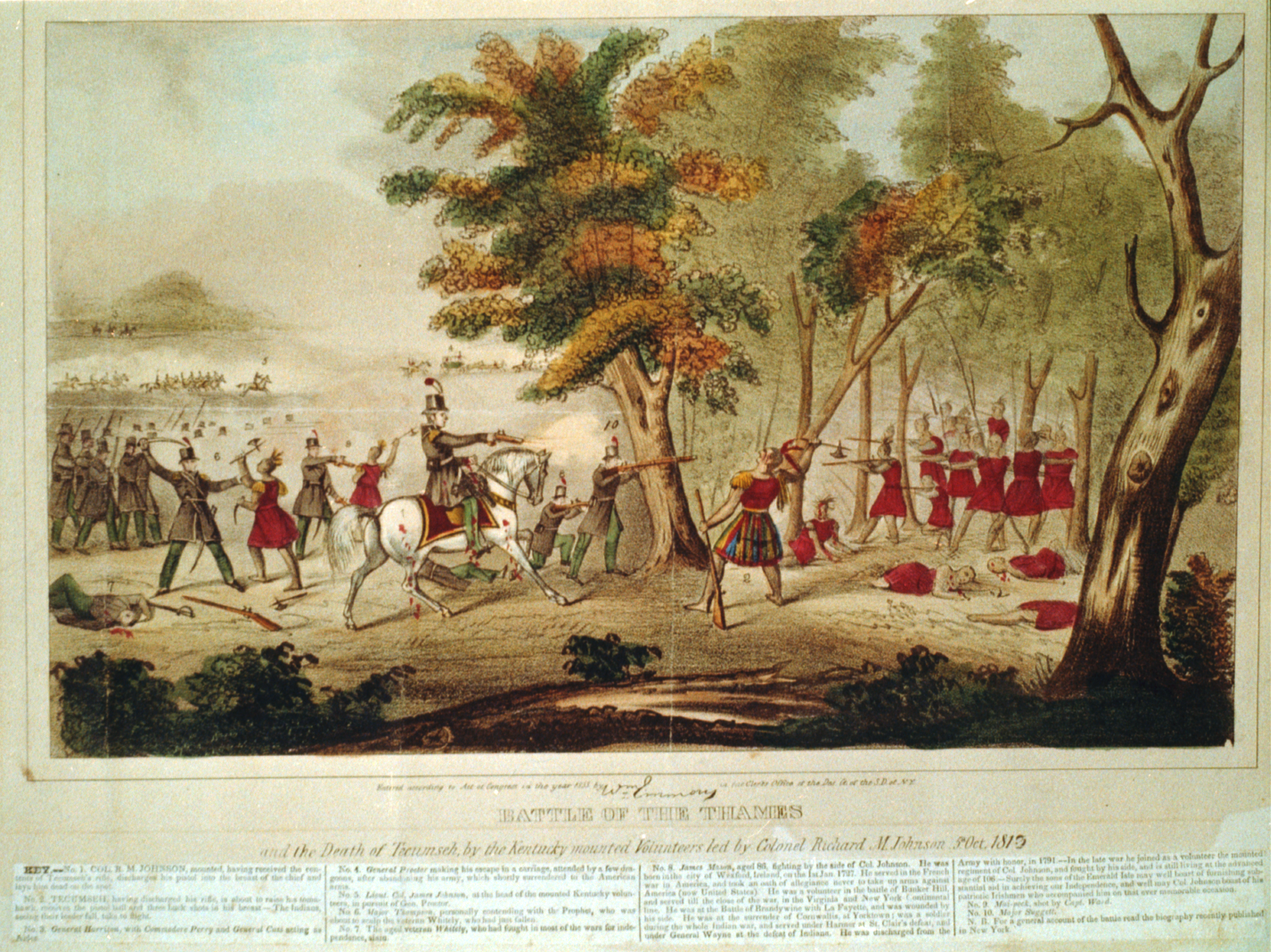
نبرد تمز که منجر به کشته شدن تکامسه گردید
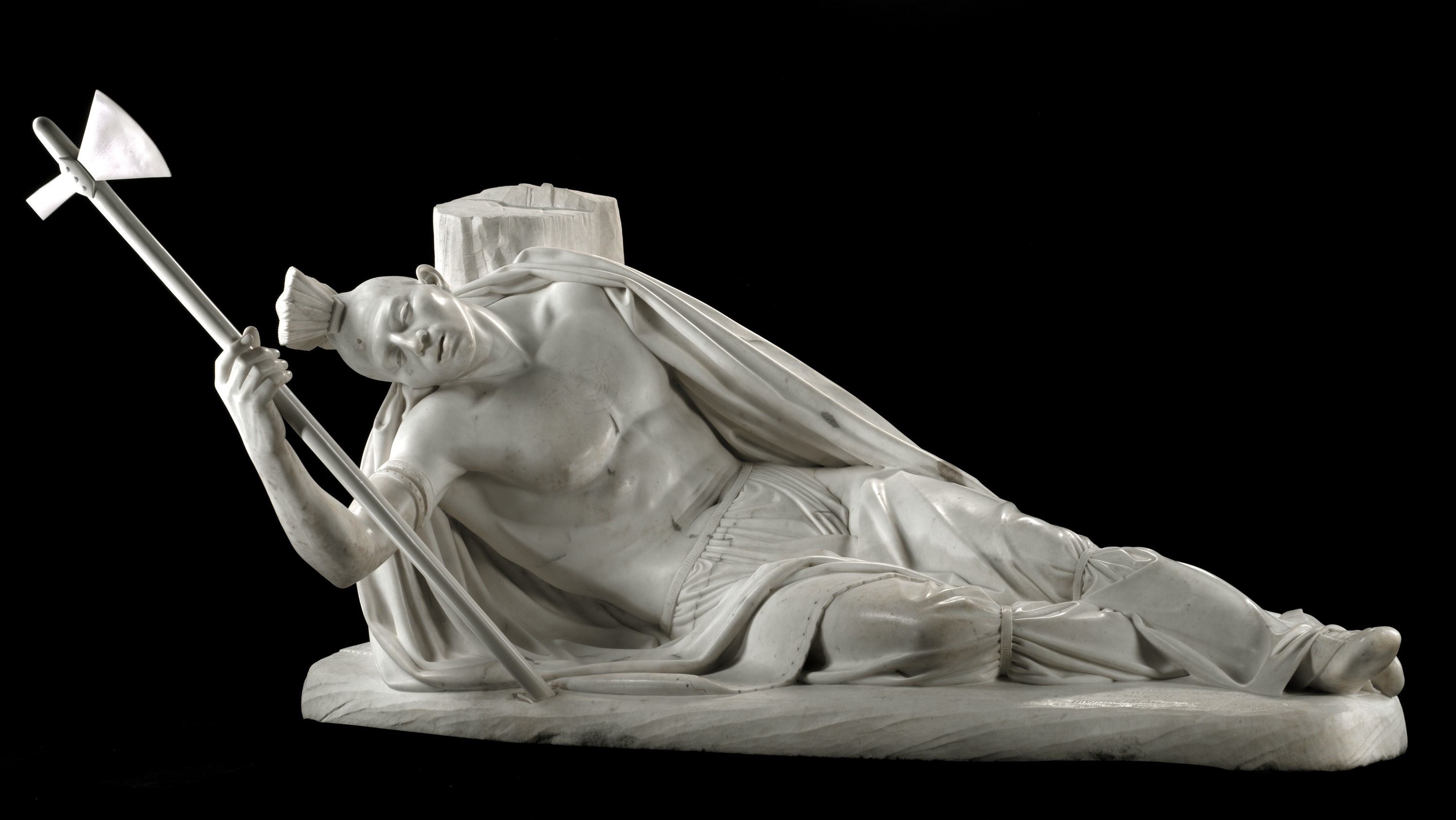
فردیناند پتریچ، تندیس مرگ تکامسه، اسمیت‌سونیان
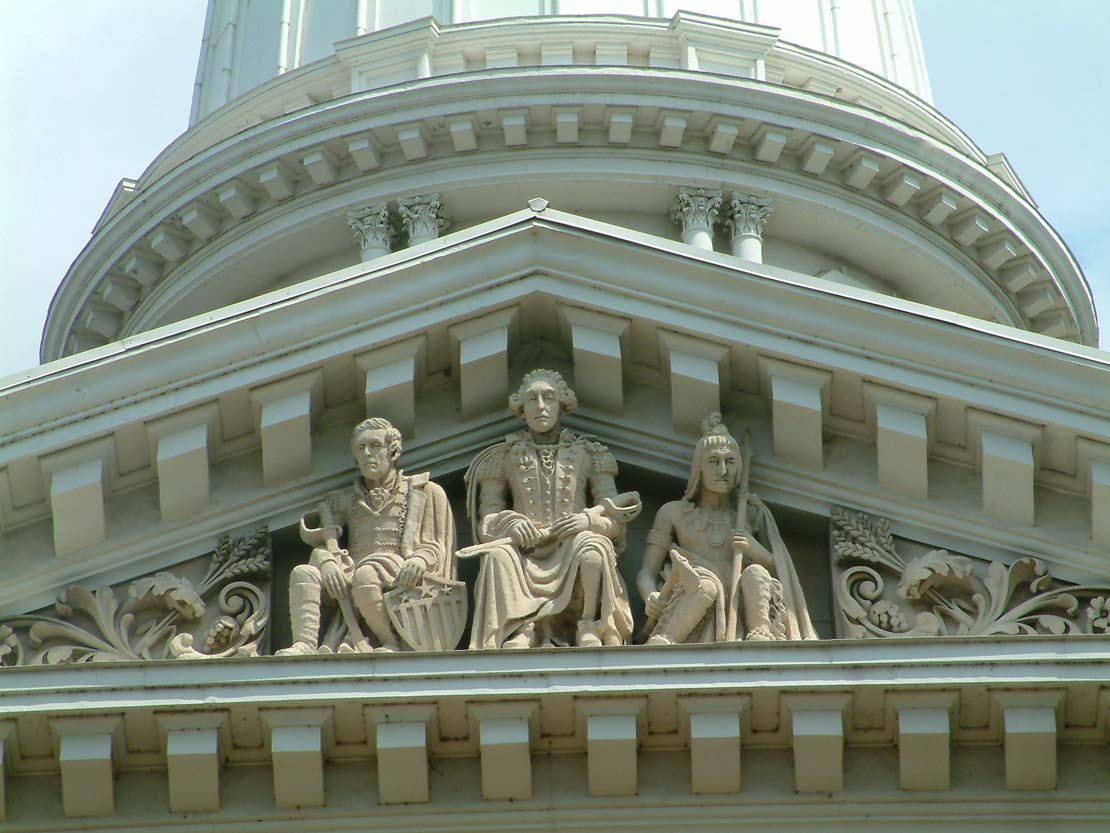
تندیس تکامسه (سمت راست) دادگاه ایندیانا